# Johan av Brandenburg-Ansbach
Johan av Brandenburg-Ansbach, född 9 januari 1493 på Plassenburg i Kulmbach, död 5 juli 1525 i Valencia, var markgreve av Brandenburg-Ansbach samt från 1523 general och vicekung i kungariket Valencia tillsammans med hustrun Germaine de Foix, för kejsar Karl V:s räkning. 

## Biografi
Johan var femte son till markgreve Fredrik den äldre av Brandenburg-Ansbach-Kulmbach (1460–1536), i äktenskapet med prinsessan Sofia Jagellonica av Polen, dotter till kung Kasimir IV av Polen. Han tillhörde därmed huset Hohenzollern och var kusin med den regerande kurfursten Joakim I av Brandenburg.
Som 16-åring deltog han i slaget vid Agnadello och följde kung Ferdinand II av Aragonien till Spanien. Johan växte upp tillsammans med den blivande kejsar Karl V där, och utvecklade en nära vänskap. Han deltog vid Karl V:s kröning till kejsare och deltog i regeringsuppgifterna. År 1516 utnämndes han till riddare av Gyllene skinnets orden.
Genom Karl V:s förmedling gifte han sig 17 juni 1519 med Germaine de Foix, änkedrottning till kung Ferdinand och dotter till greve Johan av Étampes. Germaine var general och vicedrottning av Valencia, och den 27 mars 1523 lät Karl V utöka ämbetet till att omfatta även hennes make Johan. Paret svor under högtidliga ceremonier ämbetseden den 11 december 1523 i katedralen i Valencia. Under oroligheter i Valencia kom nästan alla palats för de där bosatta adelsmännen att förstöras, men Johans palats tillhörde de som skonades. När kejsar Karl V rustade till krig mot Frankrike 1524 kom Johan och hans gemål att skicka regalier samt guld- och silverserviser, för att hjälpa Karl att uppbringa de nödvändiga penningmedlen.
Efter slaget vid Pavia 1525 fick Johan uppdraget att övervaka den tillfångatagne kung Frans I av Frankrike, som i slutet av juni 1525 anlänt till Valencia. Johan hade vid denna tidpunkt blivit plötsligt svårt sjuk. Rykten spreds om att hans gemål hade låtit förgifta honom då han övervägt att sända henne till Tyskland under sträng övervakning. Frans I ställde sin egen livmedikus till Johans förfogande, men den 5 juli avled markgreve Johan i Valencia. Enligt sin egen önskan begravdes han i nunneklostret Jerusalem nära Valencia. Efter Johans död gifte Germaine om sig 1 augusti 1526 med Ferdinand av Kalabrien (1488–1550), hertig av Kalabrien och furste av Taranto.

## Familj
Äktenskapet mellan Johan och Germaine de Foix blev barnlöst. Germaine de Foix hade tidigare fött en son med Ferdinand II, men denne son, Johan, dog vid späd ålder. Germaine de Foix utomäktenskapliga dotter Isabella, född året före äktenskapet med Johan av Brandenburg-Ansbach, spekulerades i samtiden vara dotter till Karl V, som hade en god relation till Germaine de Foix, hans morfars änka.